# Särkijärvi (sjö i Finland, Norra Österbotten, lat 63,82, long 24,78)
Särkijärvi är en sjö i Finland. Den ligger i kommunen Sievi i landskapet Norra Österbotten, i den centrala delen av landet, 400 km norr om huvudstaden Helsingfors. Särkijärvi ligger 118,4 meter över havet. Arean är 73,9 hektar och strandlinjen är 4,23 kilometer lång. Sjön  ingår i Kalajoki älvs huvudavrinningsområde.   I omgivningarna runt Särkijärvi växer i huvudsak blandskog.